# Großer Kohlweißling
Der Große Kohlweißling (Pieris brassicae) ist ein Schmetterling (Tagfalter) aus der Familie der Weißlinge. Das Artepitheton leitet sich von den Pflanzenarten der Gattung Brassica (Kohl) ab, deren Blätter eine Nahrung der Raupen darstellen.

## Merkmale
Die Imagines erreichen eine Flügelspannweite von 60 Millimetern. Der schwarze Apikalfleck an den Vorderflügeln reicht bis zu Ader 3. Die weiblichen Falter tragen auf den Vorderflügeln in den Zellen 1b und 3 schwarze Diskalflecke, die bei den männlichen Faltern völlig fehlen. Die Unterseite der Hinterflügel der Weibchen sind zumeist etwas kräftiger bestäubt als die der Männchen.

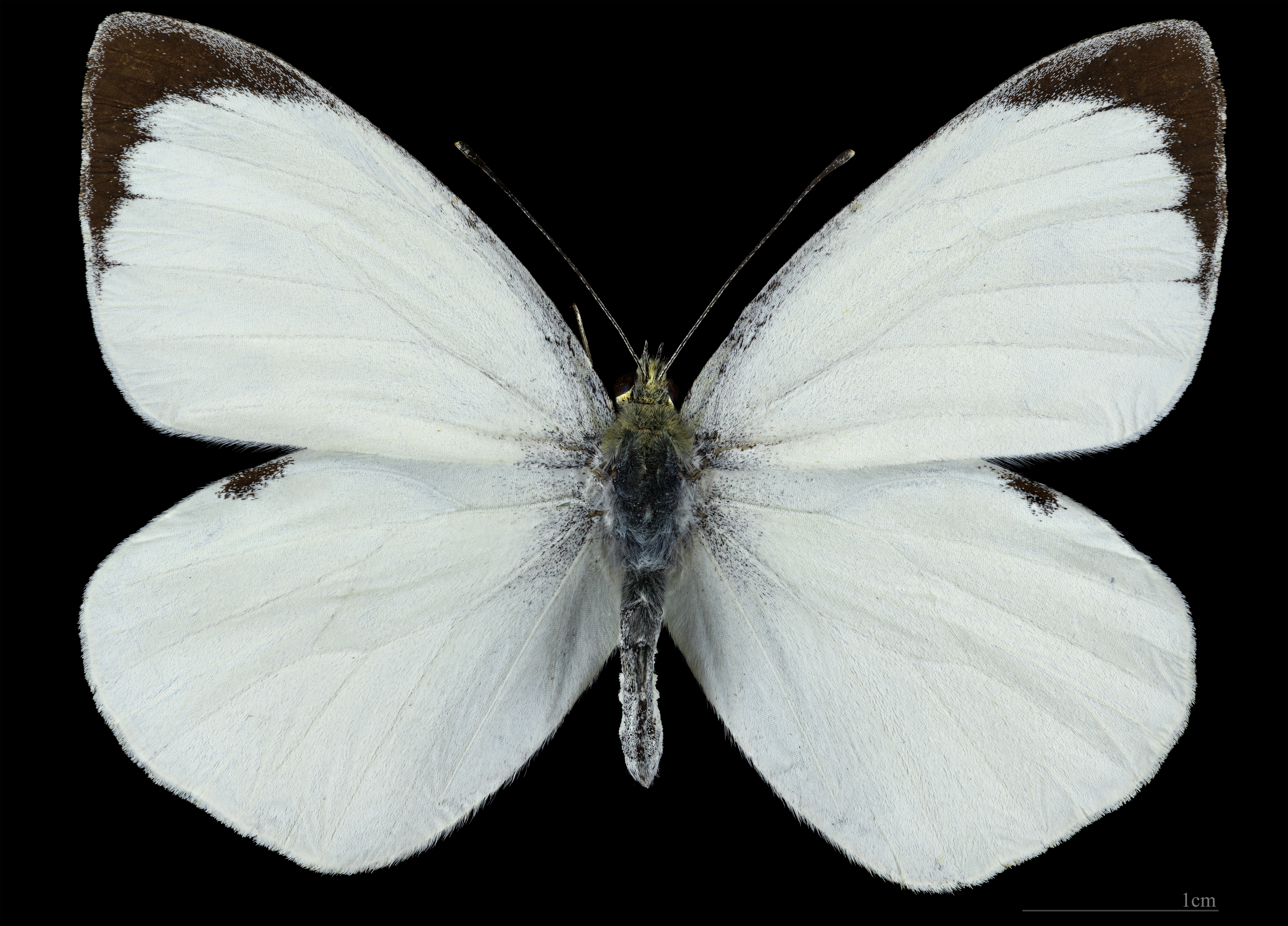
Pieris brassicae ♂
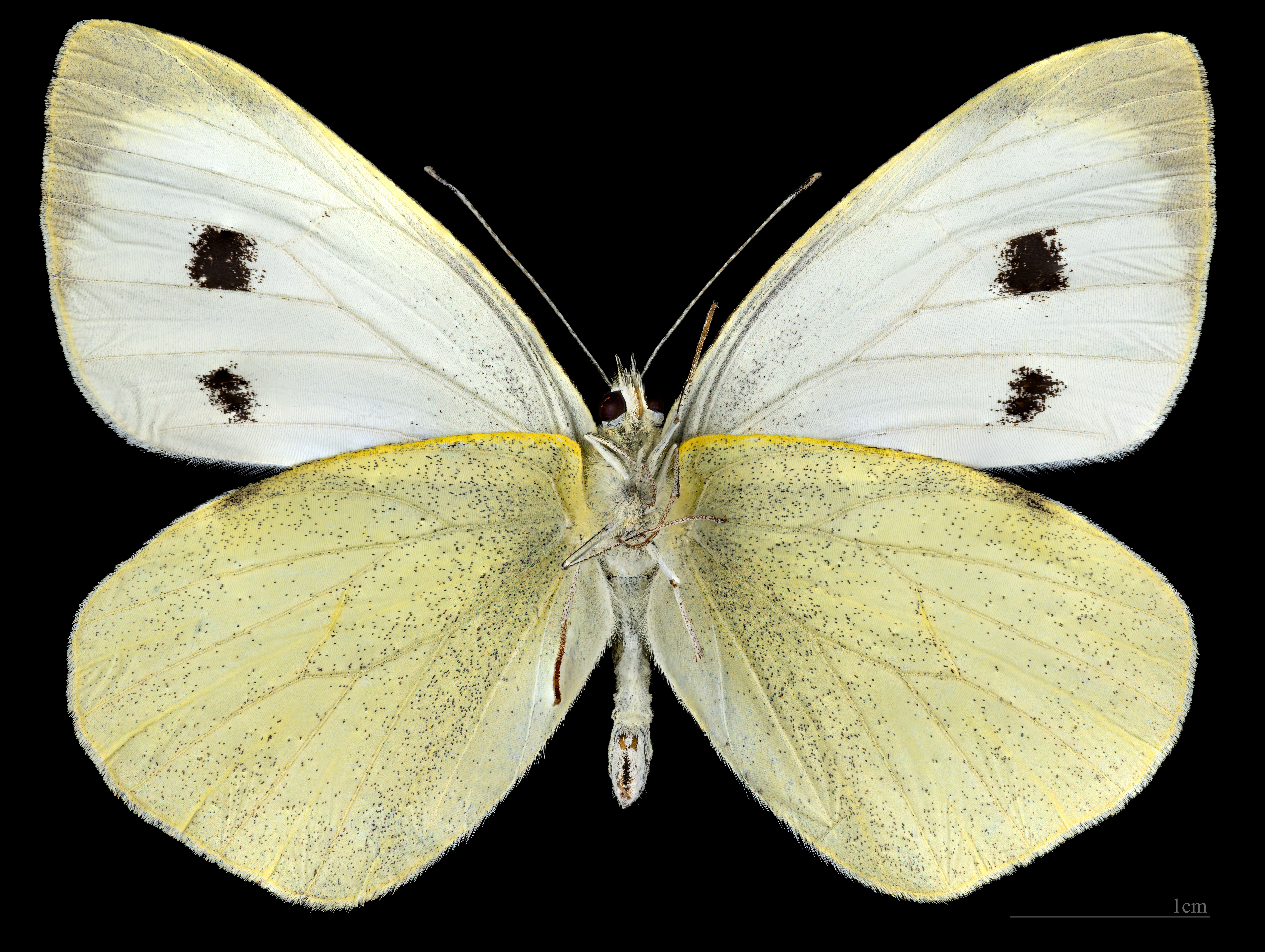
Pieris brassicae  ♀ △
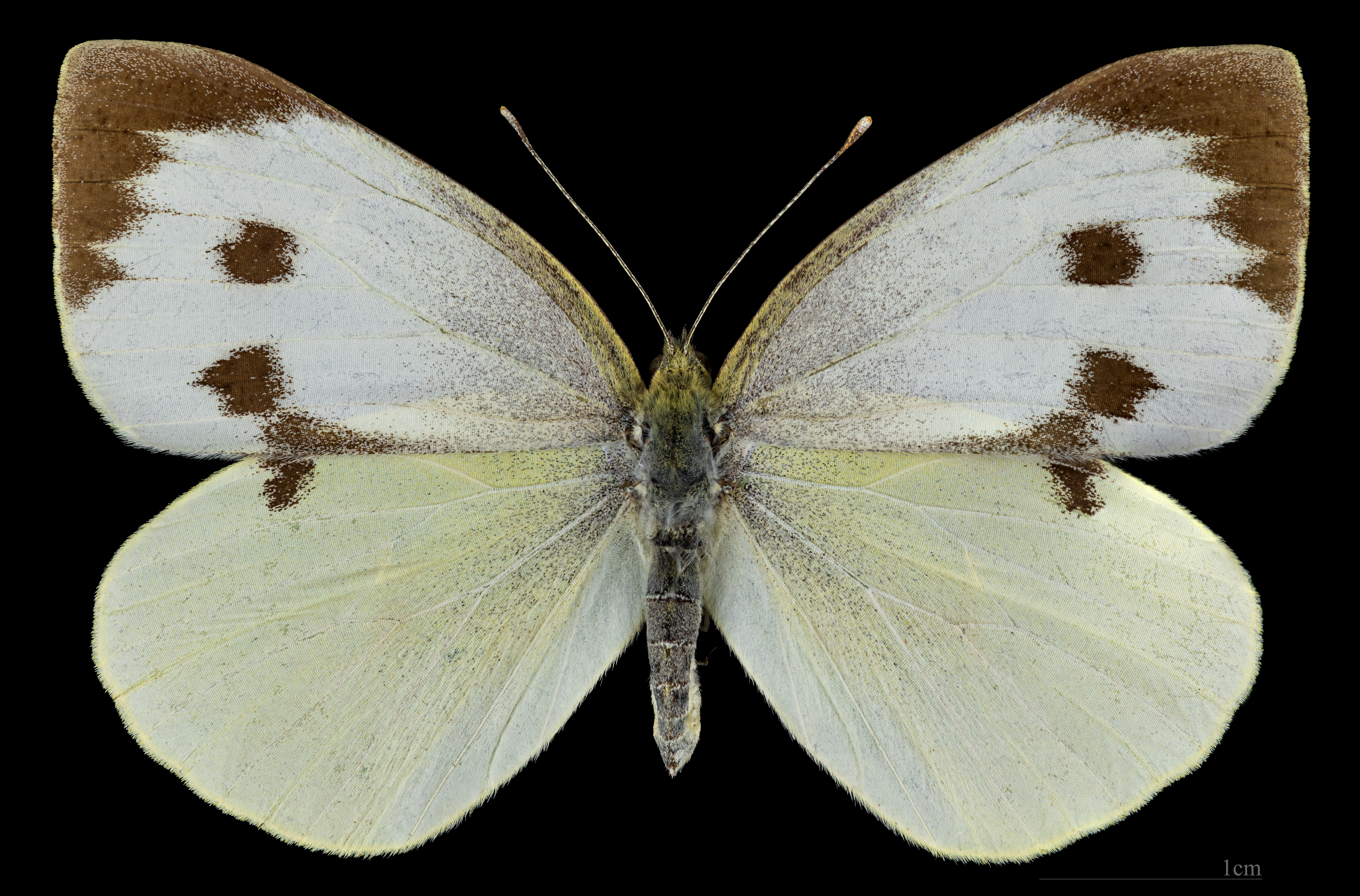
Pieris brassicae ♀
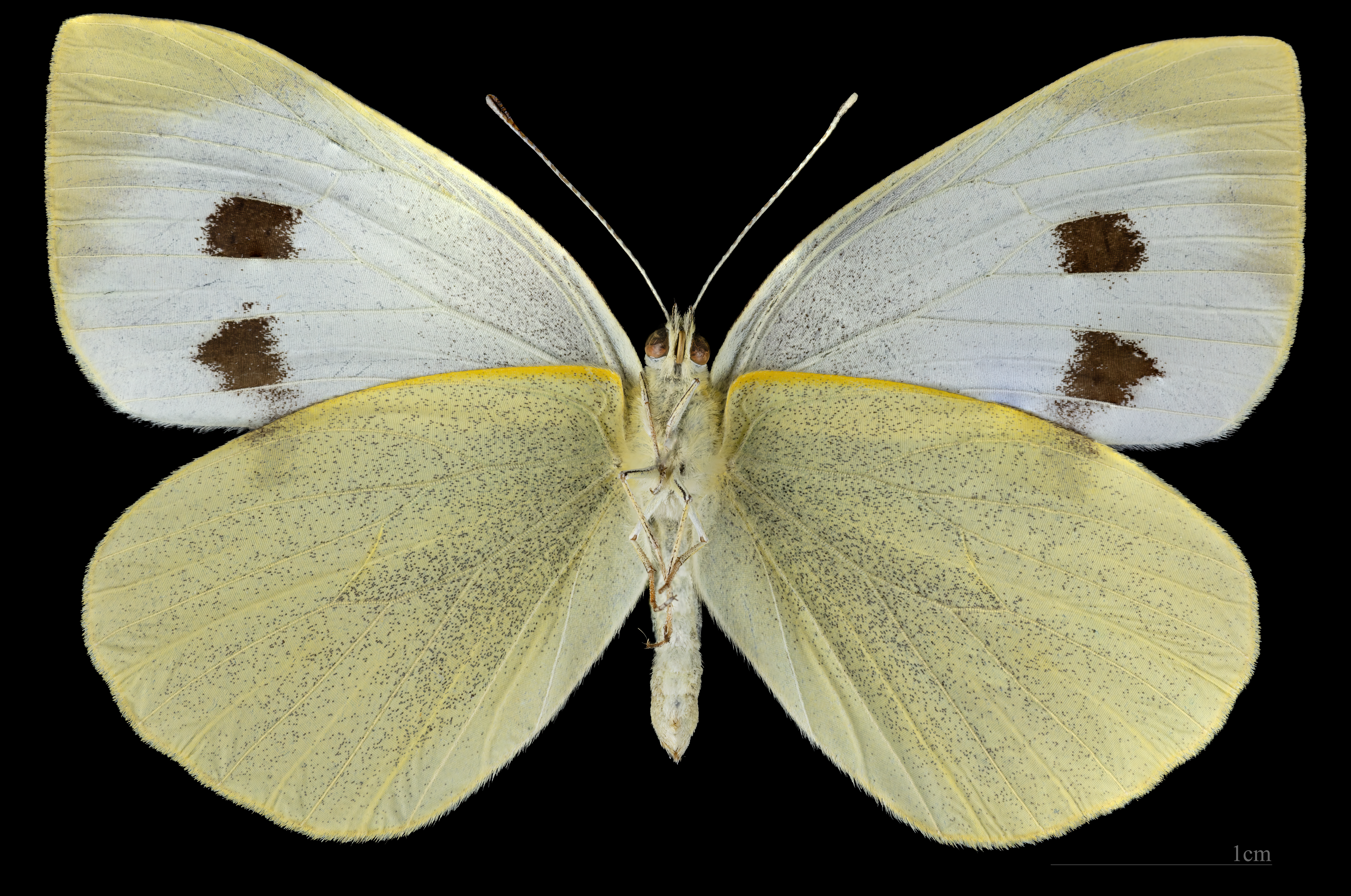
Pieris brassicae  ♀ △

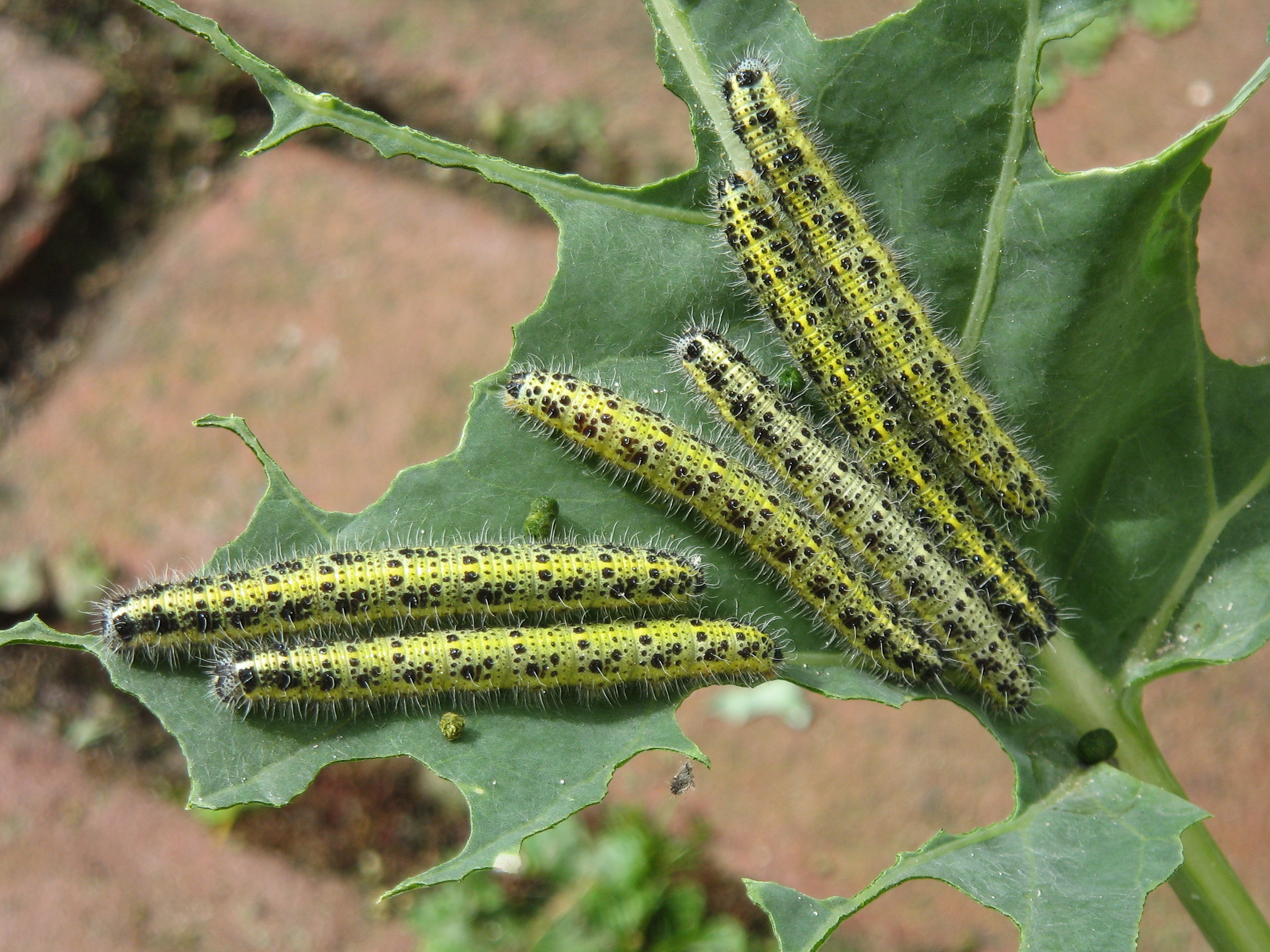
Raupen des Großen Kohlweißlings
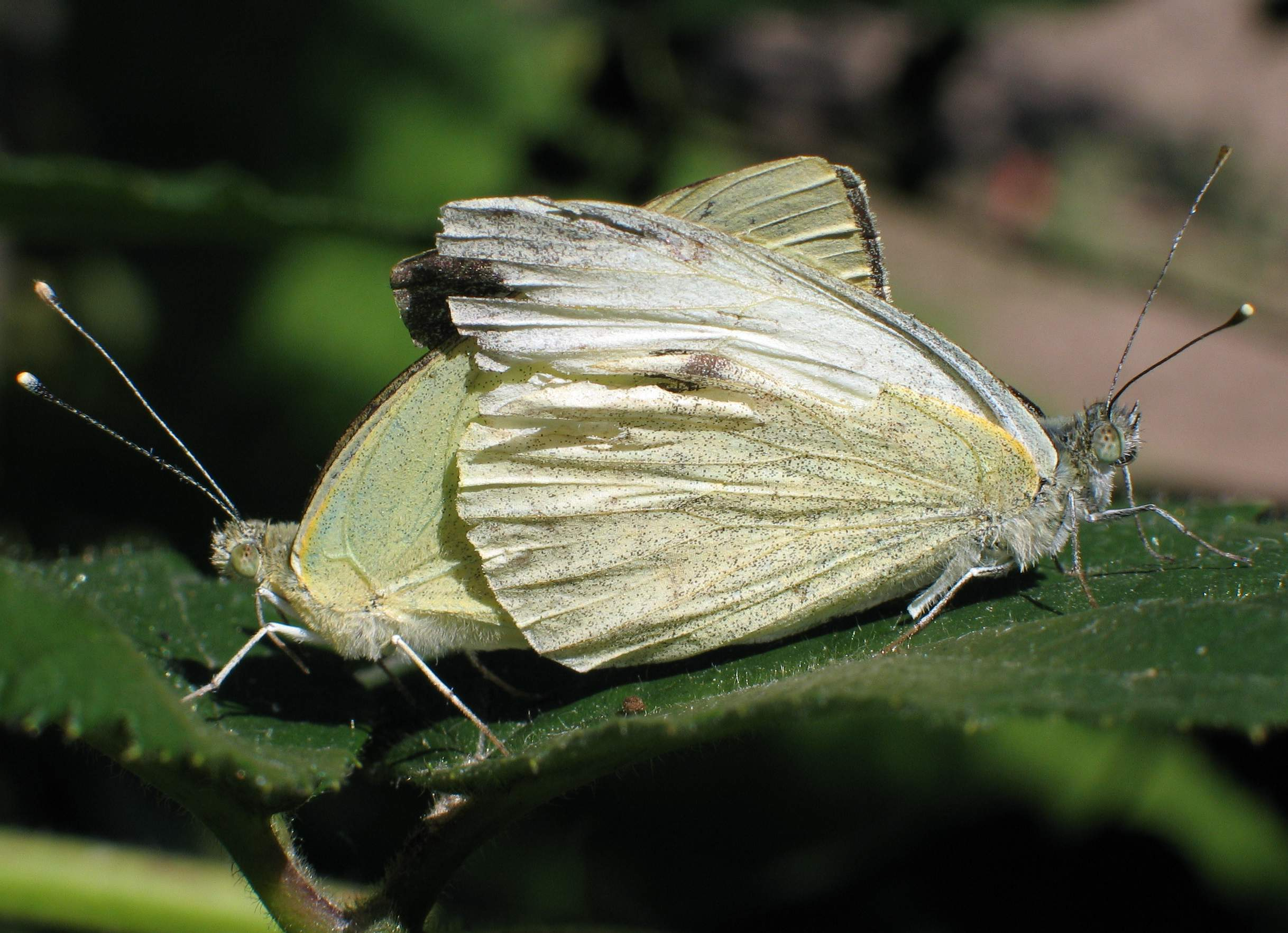
Paarung
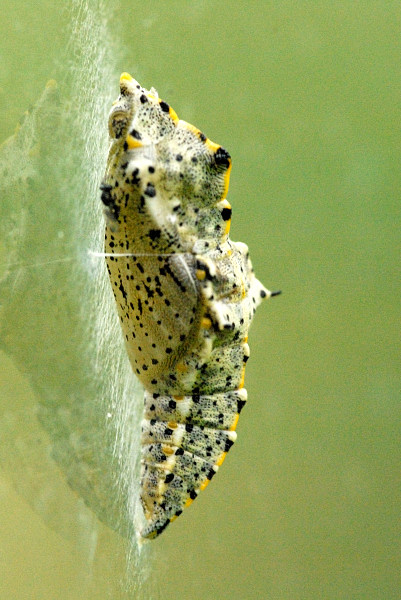
Puppe des Großen Kohlweißlings
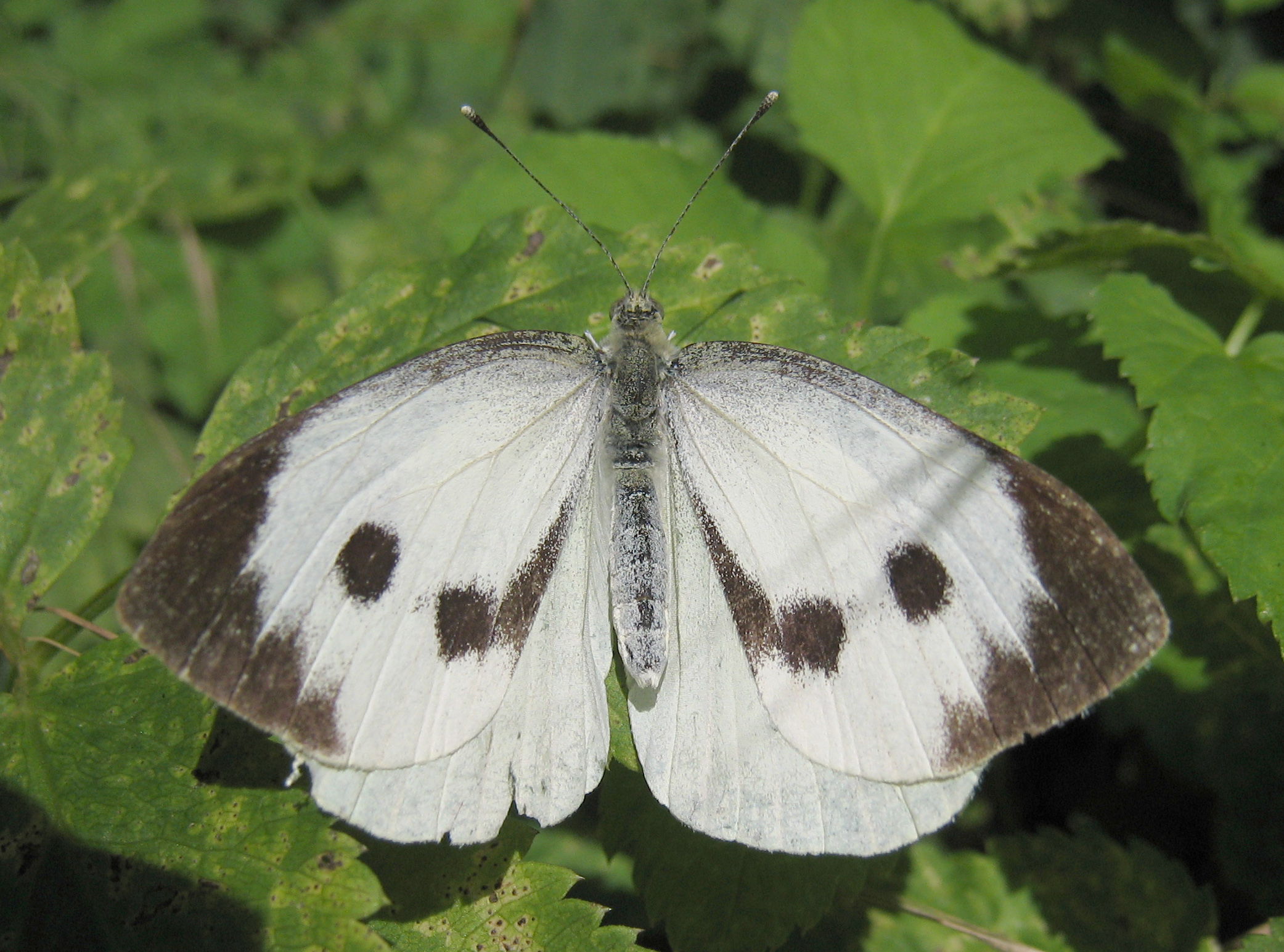
Weibchen des Großen Kohlweißlings, sich sonnend
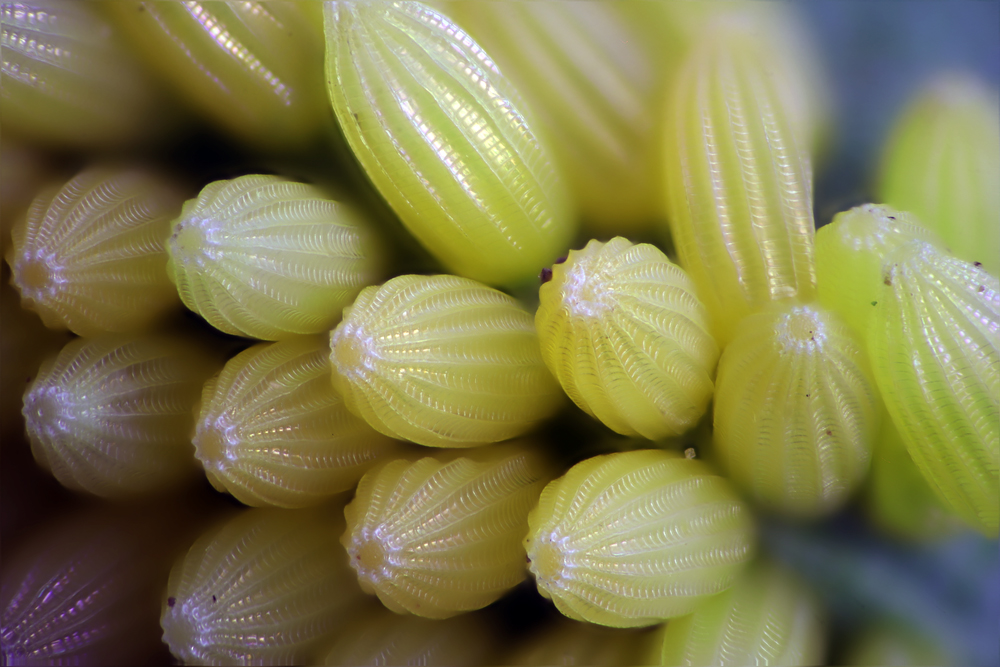
Gelege auf Rucola

## Ähnliche Arten
- Kanaren-Weißling Pieris cheiranthi (Hübner, 1808)
- Kleiner Kohlweißling Pieris rapae (Linnaeus, 1758)
- Madeira-Kohlweißling Pieris [brassicae] wollastoni (Butler, 1886), ausgestorben, wurde von einigen Autoren als eigenständige Art angesehen.[3]

## Verbreitung
Der Große Kohlweißling ist weit verbreitet und häufig. Er tritt von Nordafrika bis Fennoskandinavien in Erscheinung. In den nördlicheren Regionen ist sein Vorkommen wesentlich vom Wanderverhalten abhängig. Die Art wurde auf den meisten Mittelmeerinseln nachgewiesen. Die unregelmäßigen Nachweise auf den Kanarischen Inseln sind vermutlich auf das zufällige Einführen oder auf Verwechslungen mit dem Kanaren-Weißling (Pieris cheiranthi) zurückzuführen. Der Lebensraum des Falters ist variabel und an die Nahrungspflanzen und ein entsprechendes Angebot an robusten, nektarspendenden Pflanzen wie Disteln und Flockenblumen gebunden.

## Lebensweise
In den Monaten Mai bis Juni (erste Generation) werden von den Weibchen rund 100 Eier an den Blattunterseiten der Wirtspflanzen in Gruppen abgelegt. Aus den Eiern schlüpfen nach rund 14 Tagen die gelblich-grünen und schwarz gefleckten Raupen. Die jungen Raupen fressen gesellig in Gruppen, während sich ältere Exemplare verteilen. Diese besitzen eine deutliche Warnfarbe und eine chemische Abwehr, die auf Schwefelverbindungen (Isothiocyanate) basiert und von der Futterpflanze stammen. Bis zur Verpuppung nach drei bis vier Wochen erreichen die Raupen eine Länge von bis zu 40 Millimetern. Die Herbstgeneration überwintert als Puppe.

### Nahrung der Raupen
Die Raupen findet man an Kohlarten (Brassica), aber auch an anderen Kreuzblütengewächsen (Brassicaceae). Viele Raupen werden auch als Fund an der Großen Kapuzinerkresse (Tropaeolum majus) beobachtet.

### Flug- und Raupenzeiten
Der Große Kohlweißling tritt in zwei bis drei Generationen von März bis Ende Oktober auf. Die Raupen können von Juni bis Oktober beobachtet werden. In milden Wintern können die Raupen auch überwintern.

### Schadwirkung
Der Große Kohlweißling ist aus Sicht des Nutzpflanzenschutzes gelegentlich bedeutend. Damit ist es auch zu erklären, dass er nicht zusammen mit den übrigen europäischen Tagfaltern unter Naturschutz gestellt wurde. Im Kohlanbau am schädlichsten ist die von Juli bis September auftretende zweite Generation. Ein wichtiger Parasitoid, der auch zur biologischen Schädlingsbekämpfung eingesetzt wird, ist die Kohlweißlings-Schlupfwespe (Cotesia glomerata).

### Erstbeschreibung
Seite 467 in Linnæus, C. 1758. Systema naturæ per regna tria naturæ, secundum classes, ordines, genera, species, cum characteribus, differentiis, synonymis, locis. Tomus I. Editio decima, reformata. - pp. (1-4), 1-824. Holmiæ. (Salvius). (Papilio brassicae)